# تپه تیکانلو ۲
تپه تیکانلو ۲ مربوط به دوره ساسانیان - سده‌های اولیه دوران‌های تاریخی پس از اسلام است و در شهرستان میانه، بخش ایواوغلی، دهستان کله بوز شرقی، ۲ کیلومتری جنوب روستای کنگاور واقع شده و این اثر در تاریخ ۱۵ اسفند ۱۳۸۵ با شمارهٔ ثبت ۱۷۹۱۱ به‌عنوان یکی از آثار ملی ایران به ثبت رسیده است.